# Tresto
Tresto (en griego, Θραῖστος) es el nombre de una antigua ciudad griega de Élide.
La menciona Diodoro Sículo, que relata que los lacedemonios hicieron marchar contra los eleos a 4000 hombres bajo el mando de Pausanias, uno de sus reyes, hacia el año 402 a. C. Tresto fue una de las ciudades que fueron sometidas por este ejército, junto con Lasión, Alio, Eupagio y Opunte.
Es citada también por Jenofonte cuando, hacia el año 365 a. C., los arcadios realizaron una campaña militar contra Élide y tomaron varias ciudades de la zona de los acroreos, pero Jenofonte dice expresamente que no tomaron Tresto.
Se desconoce su localización exacta.